# Chansolme
 Chansolme (Haitianisch-Kreolisch Chansòl) ist eine Gemeinde in Haiti im Département Nord-Ouest.

## Geschichte
Chansolme, auch Rivière-Froide („kalter Fluss“) genannt, war ursprünglich eine Plantage ohne zugehörige Siedlung an der Straße von Port-de-Paix nach Gros-Morne.
Nachdem sich Pflanzer und deren Landarbeiter niedergelassen hatten, wurde Chansolme zu einem Gemeindebezirk von Port-de-Paix aufgewertet. Im Jahr 1978 erhielt der Ort den offiziellen Status einer Gemeinde.

## Lage und Beschreibung
Neben dem Zentrum der Gemeinde Ville de Chansolme bestehen zwei ländliche Gemeindebezirke:
1. Chansolme (Landbezirk) mit Ballade, Bélier, Blonnin, Fond Merle, Grande Paillette, La Brue, La Désir, La Visite, Nan Rosier, Richemond und Ti Paillette sowie
2. Source Beauvoir mit Bonny, Champagne, Deux-Garçons, Mouyaka, Nan Richin, Roches-Contrées und Ti Croix.

Die Route Nationale RN-5 verbindet Chansolme im Norden mit Port-de-Paix (9 Kilometer) und im Südosten mit Gros-Morne (39 Kilometer).
Im Oktober 2014 eröffnete die Ehefrau von Präsident Martelly, Sophia Martelly, das medizinische Versorgungszentrum mit Bettenstation „Notre-Dame-de-Lourdes“, dessen Name sich von der katholischen Kirche von Chansolme ableitet. Die Finanzierung erfolgte aus Mitteln des haitianischen Staats.